# Басяку

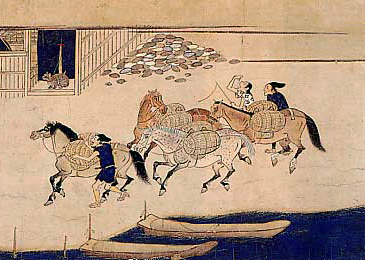
Перевозчики басяку («Иллюстрированные переводы монастыря Исияма», XIV век)

Басяку (яп. 馬借, ばしゃく «заемщик лошадей») — разновидность предпринимателей в средневековой Японии XI — XVII века, которые занимались перевозкой товаров, используя собственных лошадей.

## Краткие сведения
Первые письменные упоминания о басяку датируются XI веком. Они действовали в основном в столичном регионе Кинки в больших портах.
В среднем один басяку имел 13 лошадей. Оплата его услуг составляла от 1 до 4 то риса на 1 коку груза или 5 % стоимости груза.
Кроме перевозок, басяку были обязаны поддерживать инфраструктуру дорог и имели монополию на продажу соли и коры деревьев для кровель в регионе Кинки.
Для защиты своих прав и получения привилегий от власти басяку объединялись в союзы. Это движение получило распространение в XV веке. Одни из крупнейших союзов басяку существовали в городах Оцу, Ёдо и Оямадзаки. В 1466 году имела место большая забастовка басяку, которая парализовала сообщение между Киото и Нарой.